# تپه خرمن جا
تپه خرمن جا مربوط به دوره اشکانیان - دوره ساسانیان - سده‌های ۶–۴ ه.ق است و در شهرستان کوهدشت، بخش کونانی، دهستان زیر تنگ، ۲/۵ کیلومتری شمال غرب روستای چم برزو واقع شده و این اثر در تاریخ ۲۸ اسفند ۱۳۸۵ با شمارهٔ ثبت ۱۸۴۱۱ به‌عنوان یکی از آثار ملی ایران به ثبت رسیده است.